# نويل هنت
نويل هنت (بالإنجليزية: Noel Hunt)‏ (26 ديسمبر 1983 وترفورد جمهورية أيرلندا - ) هو لاعب كرة قدم أيرلندي يلعب كمهاجم.

## وصلات خارجية
نويل هنت على موقع إي إس بي إن إف سي (الإنجليزية)
- نويل هنت على موقع قاعدة بيانات كرة القدم.إي يو (الإنجليزية)
- نويل هنت على موقع ناشيونال فوتبول تيمز (الإنجليزية)
- نويل هنت على موقع Soccerbase.com (لاعب) (الإنجليزية)
- نويل هنت على موقع عالم كرة القدم.نت (الإنجليزية)
- نويل هنت على موقع AS.com (الإسبانية)